# The Human Factor
O fator humano (The Human Factor, no original em inglês) é um romance de espionagem escrito pelo autor inglês Graham Greene, publicado em 1978 e adaptado para o cinema em 1979.

## Sinopse
Maurice Castle é agente do serviço secreto inglês. Quando vivia na África do Sul, foi ajudado por um comunista a tirar do país Sarah, a mulher por quem estava apaixonado. Sentindo-se grato, concorda em colaborar com a URSS (União das Repúblicas Socialistas Soviéticas). Torna-se um agente duplo.
Passados alguns anos, em Londres, o vazamento de informações é descoberto e o serviço secreto inglês começa uma investigação. A suspeita recai, porém, em Arthur Davis, amigo de Castle, que acaba sendo eliminado. 
A narrativa do livro concentra-se em Londres, com algumas referências ao tempo em que Castle viveu na África do Sul. 
Além de Castle, Davis e Sarah, participam da trama as seguintes personagens: John Hargreaves, o 'C', chefe do serviço secreto inglês; Doutor Percival, amigo de C e membro desse serviço, que elimina Davis; o Coronel Daintry, também membro do serviço Secreto inglês - ele participa da investigação para descobrir o agente duplo, mas discorda da precipitação do Doutor Percival em eliminar Davis; Sam, o filho de Sarah; e Muller, do serviço secreto sul-africano.

## Apreciação crítica
Para Salvato Teles de Meneses, "a intenção (se é legítimo usar este termo em relação a textos literários) de Graham Greene quando escreveu O Factor Humano talvez tenha sido a de revelar a verdadeira natureza do tipo de trabalho que se fazia (ou que ele próprio fez) nos serviços secretos,...., expurgando-o de qualquer aura de heroicidade ou nobreza: muito menos ação que nas (épicas) versões cinematográficas, mas não menos violência (psicológica). Se porventura existe alguma proximidade entre os espiões da ficção cinematográfica ... e os descritos por Greene .... ela reside na reduzida consideração que é revelada pela vida humana, quando possa estar em causa o objectivo que se quer atingir ou se pretende preservar a reputação (sempre questionada e questionável) dos próprios serviços. Outra questão central é a identificação dos motivos que, para além do fanatismo ideológico ou do dinheiro, podem levar um espião «a passar-se para o outro lado», traindo a pátria, a família e os amigos: é isto «o factor humano», o elemento de imprevisibilidade que mesmo as mais apuradas análises não são capazes de detectar".
Também para Salvato T. Meneses, "O Factor Humano é, em última instância, um pequeno tratado romanceado sobre a actividade de agente secreto, não um livro clássico de espionagem, uma função que, segundo G. Greene, tem aliás implicações muito desagradáveis no foro privado: nunca se pode revelar a verdadeira ocupação (ainda que seja um banal funcionário), nunca se pode falar, mesmo em família, da vida do «escritório», é de esperar buscas em casa, ter o telefone sob escuta, suportar constante verificações de lealdade e temer pela vida quando se levantam suspeitas de traição. De acto, talvez não fosse despiciendo saber por que razão alguém com relações sociais geradoras de influência, estudos superiores e até, supõe-se, alguma inteligência se pode interessar pelo trabalho de espião, tendo em vista todos os problemas que a profissão acarreta".
Ainda para Salvato T. Meneses, "O Factor Humano é, sem dúvida, um excelente livro, repleto de aspectos muito interessantes sobre esse dúbio mundo da espionagem, ...., sempre disponível para propor citações de um grande número de livros, como The Way We Live Now (1875) e Barchester Towers (1857) de Anthony Trollope e Robinson Crusoe (1719) de Daniel Defoe. Mais um motivo de interesse e apreço para quem ama a literatura e as conexões (esquivas ou não) que nela se podem estabelecer".

## Adaptação cinematográfica
O Factor Humano de Graham Greene serviu de base a uma excelente versão cinematográfica (1979) dirigida por Otto Preminger, com argumento de Tom Stoppard, e um elenco de eleição com Richard Attenborough, John Gielgud, Dereck Jacobi, Nicol Williamson e a belíssima Iman.